# Kalandozások Odüsszeiában
A Kalandozások Odüsszeiában (eredeti cím: Adventures in Odyssey) amerikai televíziós rajzfilmsorozat, amely az azonos című amerikai rádiójáték-sorozat nyomán készült. A Focus on the Family és a Seven Star Productions készítette, a Word Inc. és Tommy Nelson forgalmazta, Ken C. Johnson és Mike Joens rendezte. Amerikában 1991 és 2003 között tűzték műsorra. Magyarországon a DVD-forgalmazásával az ATV tűzte műsorra 2007-től, 2008-ig, majd az M2 adta le.

## Szereplők
| Szereplő                 | Eredeti hang | Magyar hangja                             | Magyar hangja                            |
| Szereplő                 | Eredeti hang | 1. magyar szinkron (Joker Film, 1995)     | 2. magyar szinkron (Budapest Film, 2006) |
| ------------------------ | --- | ----------------------------------------- | ---------------------------------------- |
| Dylan Taylor             | Aeryk Egan (1-2) Victor DiMattia (3-8) Kyle Gibson (9-11) Zack Duhame (12-13) Michael Galasso (14. részben) Bobby Edner (15. részben) | Glósz Viktor                              | Morvay Gábor                             |
| Mr. John Avery Whittaker | Hal Smith (1-6) Jack Lester (7. részben) Paul Herlinger (8-14)                                                                        | Pusztai Péter (1-2) Horkai János (3-6)    | Makay Sándor                             |
| Eugene Meltsner          | Will Ryan | Bognár Zsolt (1-2) Seszták Szabolcs (3-6) | Szokol Péter                             |
| Jessie Taylor            | Janna Michaels | Molnár Ilona                              | Talmács Márta                            |
| Mr. Taylor               | Phil Lollar | Papp János                                | Beratin Gábor                            |
| Mrs. Taylor              | B. J. Ward (1. részben) Chris Anthony Lansdowne (2 részben)                                                                           | Ábrahám Edit                              | Vadász Bea                               |
| Holly Ferguson           | Erica Horn | Nemes Takách Kata                         | Kántor Kitty                             |
| Dr. Fred J. Faustus      | Tony Jay | Melis Gábor                               | Vass Gábor                               |
| Stark felügyelő          | Ed Winter | Melis Gábor                               | Faragó András                            |
| Niles                    | Ken C. Johnson | Hollósi Frigyes                           | Faragó András                            |
| Edgar                    | Ken C. Johnson | Incze József                              | Botár Endre                              |
| Női ügyfél               | B. J. Ward | Kassai Ilona                              | Várnagy Katalin                          |
| Evelynn Harcourt         | June Foray | Kassai Ilona                              | Kassai Ilona                             |
| Phinias                  | Joe Baker | Buss Gyula                                | Janovics Sándor                          |
| Reed                     | Phil Lollar | Vizy György                               | Seder Gábor                              |
| Walter seriff            | Jim Cummings | Szalay Imre                               | ?                                        |
| Ian McIan                | Neil Ross | Cs. Németh Lajos                          | Kerekes József                           |
| Sal Martinez             | Shane Sweet | Molnár Levente                            | Morvay Bence                             |
| Carter Williams          | Theodore Borders | Hamvas Dániel                             | Ungvári Gergely                          |

- További magyar hangok (1. szinkron változat): Imre István, Kardos Gábor, Móni Ottó, Orosz István, Palóczy Frigyes, Papp Ágnes, Szűcs Sándor, Végh Ferenc, Verebély Iván
- További magyar hangok (2. szinkron változat): Bordás János, Boros Zoltán, Botár Endre, Csampisz Ildikó, Czető Ádám (Elliot), Garamszegi Gábor, Holl Nándor (Bart), Izsóf Vilmos (Müller), Jakab Csaba, Kajtár Róbert, Kapácsy Miklós, Kerekes Andrea (Lilly), Kossuth Gábor, Lugosi Fábián, Molnár Ilona (Connie), Seder Gábor, Szalay Csongor (Doug), Szűcs Balázs, Téglás Judit, Vass Gábor, Viczián Ottó, Zsótér Zsófia

## Epizódok
| #            | Magyar cím                                                                                     | Eredeti cím                      | Magyar premier (M2)  | Eredeti premier      |
| ------------ | ---------------------------------------------------------------------------------------------- | -------------------------------- | -------------------- | -------------------- |
|              |                                                                                                |                                  |                      |                      |
| ELSŐ ÉVAD    |                                                                                                |                                  |                      |                      |
|              |                                                                                                |                                  |                      |                      |
| 01.          | A lovagkorban (Joker Film) Időlovagok (Budapest Film)                                          | The Knight Travellers            | 2015. július 19.     | 1991. augusztus 27.  |
|              |                                                                                                |                                  |                      |                      |
| 02.          | A verseny (Joker Film) Repülőstart (Budapest Film)                                             | A Flight to the Finish           | 2015. július 26.     | 1991. november 26.   |
|              |                                                                                                |                                  |                      |                      |
| 03.          | Pajzán papagáj (Joker Film) Tollasbál (Budapest Film)                                          | A Fine Feathered Frenzy          | 2015. augusztus 2.   | 1992. január 21.     |
|              |                                                                                                |                                  |                      |                      |
| 04.          | A gyanú árnyéka (Joker Film/Budapest Film)                                                     | Shadow of a Doubt                | 2015. augusztus 9.   | 1992. december 8.    |
|              |                                                                                                |                                  |                      |                      |
| 05.          | Csillagkutatók (Joker Film) Idegen bolygó (Budapest Film)                                      | Star Quest                       | 2015. augusztus 16.  | 1993. június 1.      |
|              |                                                                                                |                                  |                      |                      |
| 06.          | Egyszer volt, hol nem volt egy hógörgeteg (Joker Film) A Lavina-völgy bajnokai (Budapest Film) | Once Upon an Avalanche           | 2015. augusztus 23.  | 1994. április 12.    |
|              |                                                                                                |                                  |                      |                      |
| 07.          | Elektro-karácsony                                                                              | Electric Christmas               | 2015. augusztus 30.  | 1994. december 13.   |
|              |                                                                                                |                                  |                      |                      |
| 08.          | Irány a vadnyugat                                                                              | Go West Young Man                | 2015. szeptember 6.  | 1995. április 18.    |
|              |                                                                                                |                                  |                      |                      |
| 09.          | Valaki vigyáz rám                                                                              | Someone to Watch Over Me         | 2015. szeptember 13. | 1996. június 1.      |
|              |                                                                                                |                                  |                      |                      |
| 10.          | Szemben az árral                                                                               | In Harm's Way                    | 2015. szeptember 20. | 1997. március 11.    |
|              |                                                                                                |                                  |                      |                      |
| 11.          | Időcsavar                                                                                      | A Twist in Time                  | 2015. szeptember 27. | 1997. október 7.     |
|              |                                                                                                |                                  |                      |                      |
| 12.          | Kisded játékok                                                                                 | Baby Daze                        | 2015. október 11.    | 1998. április 14.    |
|              |                                                                                                |                                  |                      |                      |
| 13.          | Idegen közöttünk                                                                               | A Stranger Among Us              | 2015. október 4.     | 1998. szeptember 22. |
|              |                                                                                                |                                  |                      |                      |
| MÁSODIK ÉVAD |                                                                                                |                                  |                      |                      |
|              |                                                                                                |                                  |                      |                      |
| 14.          | N/A                                                                                            | The Last Days of Eugene Meltsner | N/A                  | 2000. szeptember 12. |
|              |                                                                                                |                                  |                      |                      |
| 15.          | N/A                                                                                            | Escape from the Forbidden Matrix | N/A                  | 2001. január 23.     |
|              |                                                                                                |                                  |                      |                      |
| 16.          | N/A                                                                                            | The Caves of Qumran              | N/A                  | 2002. április 23.    |
|              |                                                                                                |                                  |                      |                      |
| 17.          | N/A                                                                                            | Race to Freedom                  | N/A                  | 2003. június 10.     |